# Westervoort
Westervoort és un municipi de la província de Gelderland, al centre-est dels Països Baixos. L'1 de gener del 2009 tenia 15.256 habitants repartits sobre una superfície de 7,84 km² (dels quals 0,75 km² corresponen a aigua).

## Administració
El consistori consta de 17 membres, compost per:
- Partit del Treball, (PvdA) 8 regidors
- Crida Demòcrata Cristiana, (CDA) 4 regidors
- Partit Popular per la Llibertat i la Democràcia, (VVD) 2 regidors
- GroenLinks, 2 regidors
- Demòcrates 66, 1 regidor